# (3730) Hurban
(3730) Hurban – planetoida z pasa głównego asteroid okrążająca Słońce w ciągu 4 lat i 183 dni w średniej odległości 2,72 j.a. Została odkryta 4 grudnia 1983 roku w obserwatorium w Piszkéstető przez Milana Antala. Nazwa planetoidy pochodzi od Jozefa Miloslava Hurbana (1817-1888), słowackiego poety i pisarza. Przed nadaniem nazwy planetoida nosiła oznaczenie tymczasowe (3730) 1983 XM1.